# Solomon Gursky è stato qui
Solomon Gursky è stato qui è un romanzo di Mordecai Richler che racconta la storia della famiglia ebraica Gursky dal punto di vista di Moses Berger, uno scrittore alcolista canadese affascinato dalla figura di Solomon Gursky.
Il libro non rispetta volutamente la successione temporale e chiarisce per tocchi progressivi lo svolgersi delle vicende facendo slittare continuamente i piani temporali tenendo comunque saldamente in mano il racconto che non si limita ad essere una saga familiare, ma risulta un affresco affascinante e non scontato della società ebraico-anglosassone dell'ultimo secolo.
Domina la narrazione la figura di Ephraim Gursky, mitico capostipite della famiglia, avventuriero senza scrupoli, coraggioso e amante dei libri, che avrebbe partecipato alla spedizione artica per la ricerca del passaggio a nord-ovest e avrebbe avuto un forte legame con il misterioso oggetto della ricerca di Moses, Solomon, ritenuto morto tragicamente nell'esplosione del suo aereo.
Uno dei tre nipoti di Ephraim, Bernard si era arricchito con il traffico di alcol ai tempi del proibizionismo e aveva fatto la fortuna sua e dei fratelli.

## Premi e riconoscimenti
- Booker Prize: 1990 finalista[1]
- Commonwealth Writers' Prize per il miglior libro: 1990 vincitore[2]

## Edizioni
- Mordecai Richler, Solomon Gursky è stato qui, traduzione di Massimo Birattari, Adelphi, 2003.